# Алленсвілл (Пенсільванія)
Алленсвілл (англ. Allensville) — переписна місцевість (CDP) в США, в окрузі Міффлін штату Пенсільванія. Населення — 479 осіб (2020).

## Географія
Алленсвілл розташований за координатами 40°31′46″ пн. ш. 77°48′41″ зх. д. / 40.52944° пн. ш. 77.81139° зх. д. (40.529339, -77.811258).  За даними Бюро перепису населення США в 2010 році переписна місцевість мала площу 5,10 км², з яких 5,09 км² — суходіл та 0,00 км² — водойми.

## Демографія
Згідно з переписом 2010 року, у переписній місцевості мешкали 503 особи в 154 домогосподарствах у складі 123 родин. Густота населення становила 99 осіб/км².  Було 165 помешкань (32/км²).
Расовий склад населення:
| - 98,6 % — білих - 0,8 % — чорних або афроамериканців |

До двох чи більше рас належало 0,6 %. Частка іспаномовних становила 0,0 % від усіх жителів.
За віковим діапазоном населення розподілялося таким чином: 36,0 % — особи молодші 18 років, 51,7 % — особи у віці 18—64 років, 12,3 % — особи у віці 65 років та старші. Медіана віку мешканця становила 29,9 року. На 100 осіб жіночої статі у переписній місцевості припадало 91,3 чоловіків;  на 100 жінок у віці від 18 років та старших — 92,8 чоловіків також старших 18 років.
Середній дохід на одне домашнє господарство  становив 48 654 долари США (медіана — 40 625), а середній дохід на одну сім'ю — 56 020 доларів (медіана — 53 438). Медіана доходів становила 36 833 долари для чоловіків та 21 389 доларів для жінок. За межею бідності перебувало 7,6 % осіб, у тому числі 14,9 % дітей у віці до 18 років та 5,2 % осіб у віці 65 років та старших.
Цивільне працевлаштоване населення становило 183 особи. Основні галузі зайнятості: освіта, охорона здоров'я та соціальна допомога — 21,9 %, будівництво — 16,4 %, сільське господарство, лісництво, риболовля — 13,7 %, виробництво — 12,6 %.